# Ningguo
Die Stadt Ningguo (chinesisch 宁国市, Pinyin Níngguó Shì) ist eine kreisfreie Stadt der bezirksfreien Stadt Xuancheng der chinesischen Provinz Anhui. Sie hat eine Fläche von 2.425 km² und zählt 403.000 Einwohner (Stand: Ende 2018).

## Administrative Gliederung
Auf Gemeindeebene setzt sich die kreisfreie Stadt aus drei Straßenvierteln, zehn Großgemeinden und sechs Gemeinden (davon eine der She) zusammen. 